# Crocker Township (Iowa)
Crocker Township est un township du comté de Polk en Iowa, aux États-Unis,.
Il est fondé en 1871. Il est nommé en référence à Marcellus M. Crocker (en), général de l'Union Army,

## Source de la traduction
- (en) Cet article est partiellement ou en totalité issu de l’article de Wikipédia en anglais intitulé « Crocker Township, Polk County, Iowa » (voir la liste des auteurs).